# Rafael Acevedo (escritor)
Rafael Acevedo (Santurce, 1960) es un poeta, novelista, dramaturgo y profesor de literatura puertorriqueño.

## Biografía
Nació en Santurce (Puerto Rico). Estudió drama en la Universidad de Puerto Rico, donde recibió clases de Victoria Espinosa.
Fue editor de la revista Filo de juego (1983-1987), una de las publicaciones más importantes de los poetas del movimiento Generación de los Ochenta. Al igual que otros escritores puertorriqueños de finales del siglo XX y principios del XXI, su obra es muy imaginativa y no está fuertemente vinculada al movimiento independentista.

## Obras

### Poesía
Ha publicado seis libros de poesía:
- Contracanto de los superdecidores (1982)
- El retorno del ojo pródigo (1986)
- Libro de islas (1989)
- Instrumental (1996)
- La Moneda de Sal (2006)
- Elegía Franca (2014) [3]

Sus poemas han sido incluidos en varias antologías:
- Antología de poesía puertorriqueña (1993)
- Mal(h)ab(l)ar (1996)
- El volcán límite (2000)
- Los nuevos caníbales, vol. 2: la más reciente poesía del Caribe hispano (2003)

Varios de los poemas de Acevedo han sido traducidos al inglés:
- Of Cannibals, Typology [4]
- Silent Dragon [5]
- Mirror y Measuring Instruments [6]

### Ciencia ficción
Su novela Exquisito cadáver ganó un premio de la Casa de las Américas en 2001.
Junto con la profesora Melanie Pérez Ortiz, ayudó a organizar el Primer Congreso de Literatura de Ciencia Ficción y Fantasía del Caribe en la Universidad de Puerto Rico en 2014.

### Obras teatrales
Ha escrito obras de teatro, entre ellas las siguientes:
- Tres pájaros en una rama (1990)
- Crónica natural (1991)
- Aló quién llama (1994)